# 吉祥寺ダイヤ街

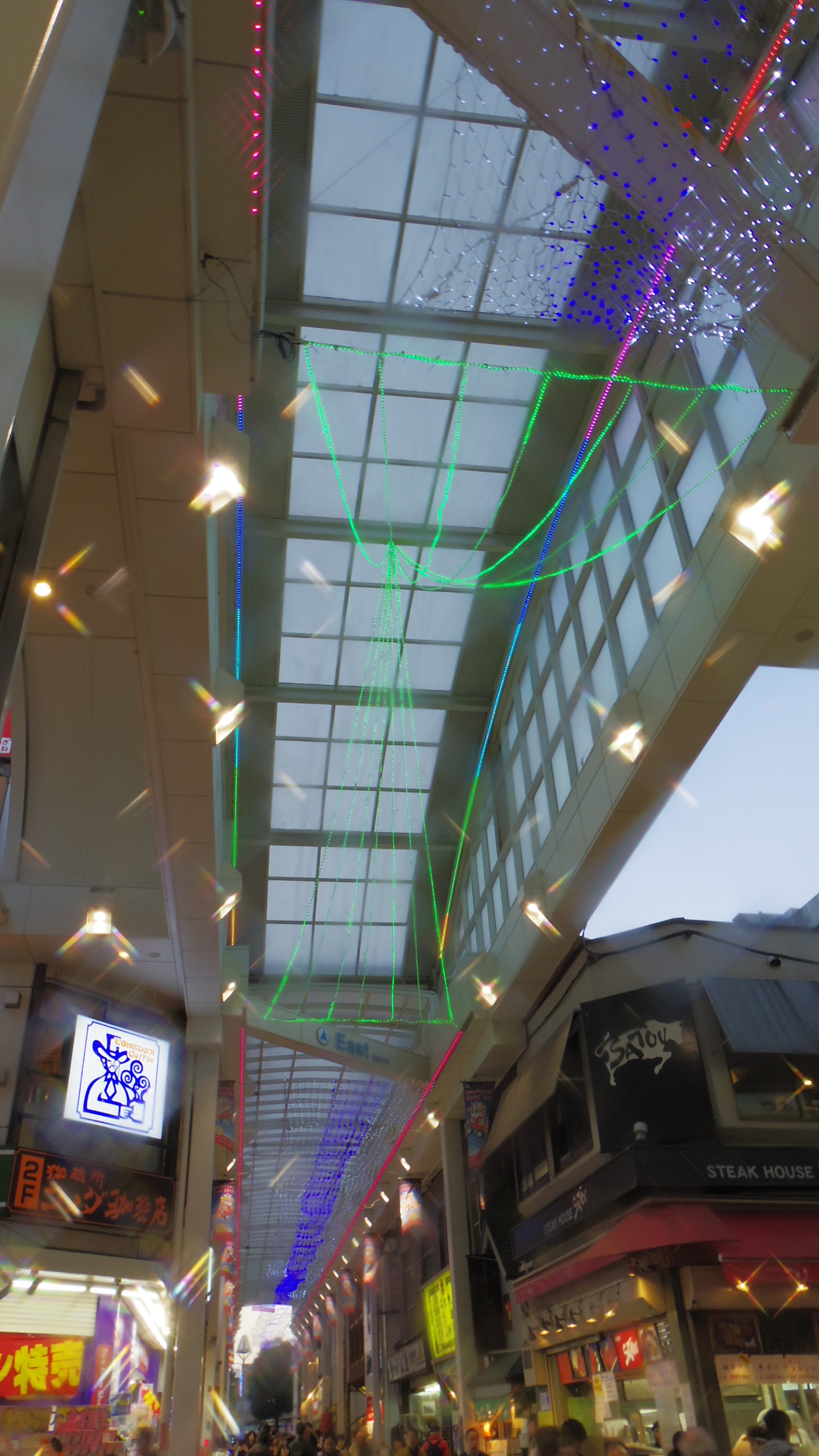
吉祥寺ダイヤ街（2016年11月）

吉祥寺ダイヤ街（きちじょうじダイヤがい）は、東京都武蔵野市吉祥寺本町（吉祥寺駅北口）にある商店街。吉祥寺ダイヤ街商店協同組合（きちじょうじダイヤがいしょうてんきょうどうくみあい）が運営する。
1961年（昭和36年）開業。全蓋式アーケード商店街で、2009年（平成21年）3月に現在のアーケードが完成した。現在のロゴマークはその際に制定されたもので、ダイヤ街の道路形状を表すT字型のデザインとなっている。

## 概要
ダイヤ街は東側のEast zone（イースト・ゾーン）、西側のWest zone（ウエスト・ゾーン）と、南側のSouth zone（サウス・ゾーン）で構成されており、T字状になっている。また、EastとWestの中間にDome（ドーム）があり、2本のゾーンをつなぐパイプ役をこなしている。
East zoneはJR吉祥寺駅北口ロータリーから西北西に向かって武蔵通りまでの約80mの通り、West zoneは武蔵通りから吉祥寺通り（公園通り）までの約90mの通り、South zoneは途中のレンガ館モール前から分岐し南南西方向に向かって平和通りまでの約90mの通りである。
West zoneを抜け、吉祥寺通りを渡ったところに東急百貨店吉祥寺店がある。そこから更に西北西方向に昭和通り商店街が続いており、俗に「東急裏」と呼ばれる吉祥寺西地区へのアクセス道路の役割も果たしている。
ダイヤ街内には、計5か所に自動体外式除細動器 (AED) が設置されている。

## 歴史

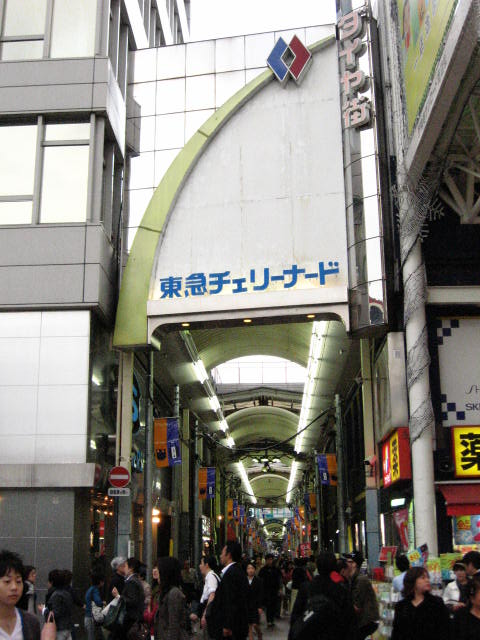
旧・東急チェリーナード
（吉祥寺駅前広場側・現East zone、2007年10月撮影）

1950年代初期、第二次世界大戦からの復興の最中に、吉祥寺駅北口に商店が次々開業した。当時は大型商業施設がほとんどなく、小ぢんまりとした店舗がほとんどだった。
1953年（昭和28年）、吉祥寺地区では最初のアーケードとして「ローズナード」が完成。そして1961年、吉祥寺駅北口にあった商店街はダイヤ街商店街（仲町ダイヤ街）として再出発する。
その後、1970年代になると、当時の武蔵野市長であった後藤喜八郎の主導のもと、吉祥寺駅北口再開発事業の一環として、仲町ダイヤ街の部分に2本目のアーケード（現在のEast zoneとWest zone）が建設されることになる。1974年（昭和49年）1月の起工式を経て、東急百貨店吉祥寺店開店に合わせて完成、名称も「ダイヤ街・東急チェリーナード」と命名され、この年の6月にオープンした。同時に旧ダイヤ街は「ダイヤ街・東急ローズナード」と改められた。
2000年代末期になると、開業から50年以上、東急チェリーナードの完成から30年以上が経過し、両アーケードとも老朽化が進んだため、2008年（平成20年）3月より架け替え工事に着手することになる。2009年初頭にはチェリーナード、ローズナードともに解体が完了し、その後着工開始、3月に新アーケードが完成。従来アーケードが途切れていたチェリーナードの中間部分に新たに屋根部分が設置され、アーケードが1本に統一された。その後舗装工事を経て、現在のダイヤ街が全面完成した。

### 沿革
- 1953年（昭和28年）- 吉祥寺駅北口にローズナード商店街（現・South zone）開業。
- 1961年（昭和36年）- ダイヤ街商店街開業。
- 1974年（昭和49年）- 東急チェリーナード（現・West zone、East zone）開業。
- 2008年（平成20年）3月 - 旧アーケード解体工事開始。
- 2009年（平成21年）
  - 3月 - 新アーケード完成。
  - 9月 - 吉祥寺ダイヤ街グランドオープン。

## アーケードの特徴

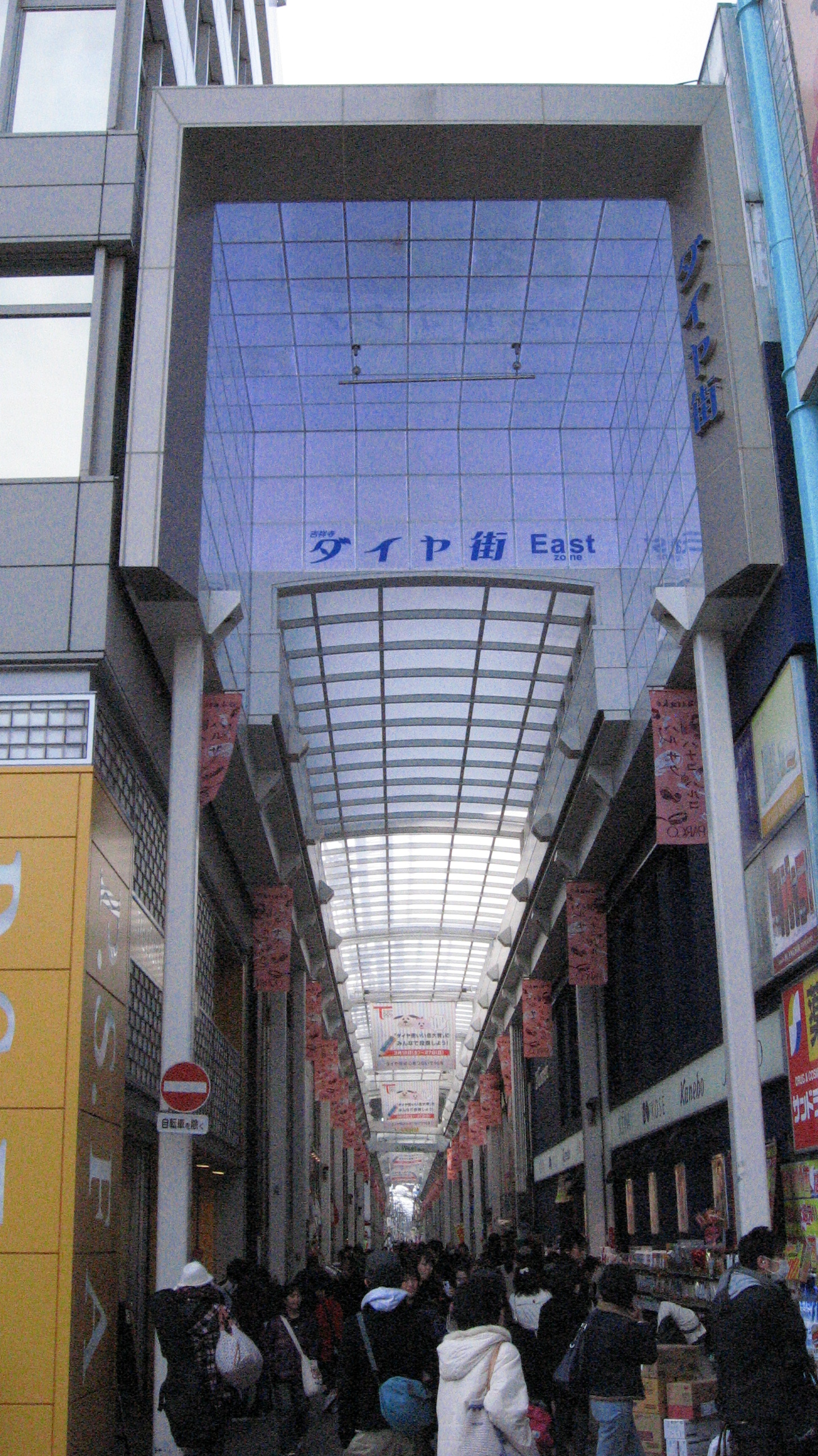
ダイヤ街のアーケードはEast zone・West zone・South zoneでつながっており、全長254.20mにもなる。またEastとWestの間にはDome（屋根）で接続されている。
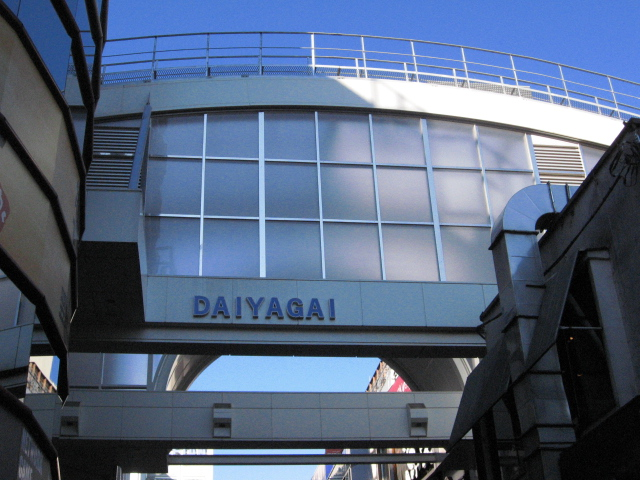
アーケード上部の開閉式天井はUVカットの樹脂版を使用しており、晴天時は青空が見える。各ゲートの照明には、LEDパネルを154枚使用しており、環境に配慮したつくりとなっている。
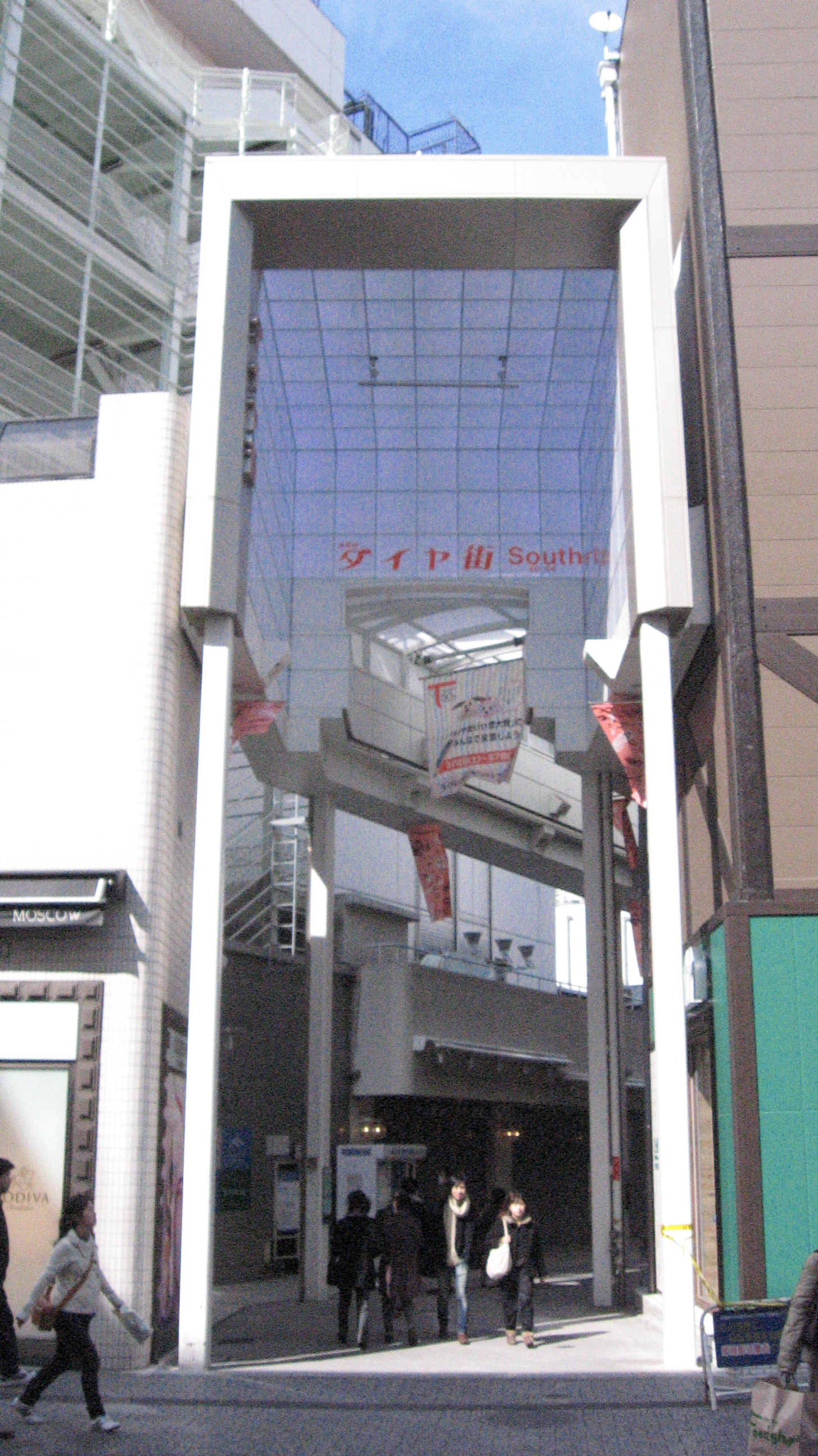
歩道部分の舗装は白御影石を使用している。
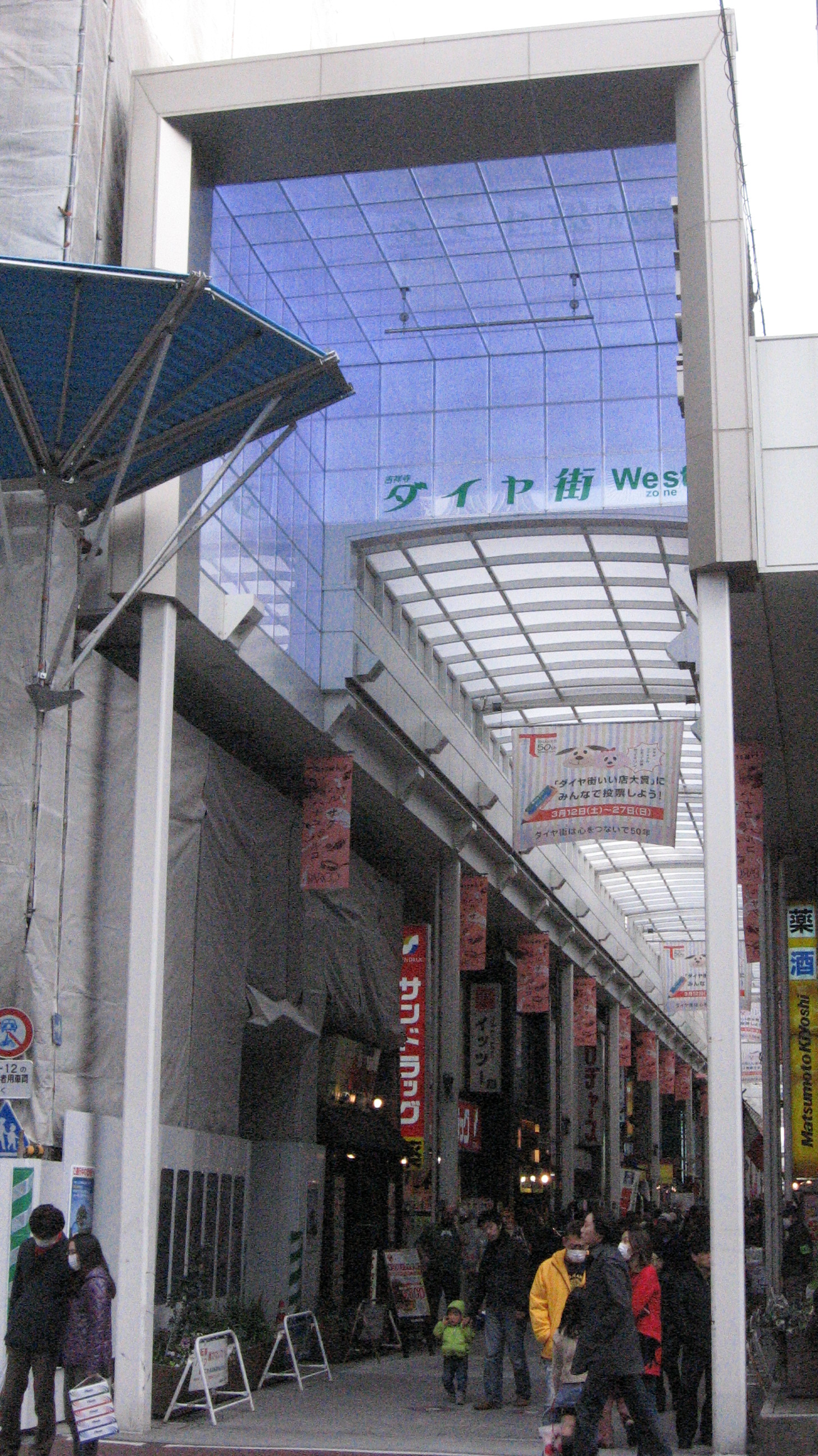
2011年より、3か所の各アーケード入口に『ダイヤ街』のロゴが新しく挿入された。
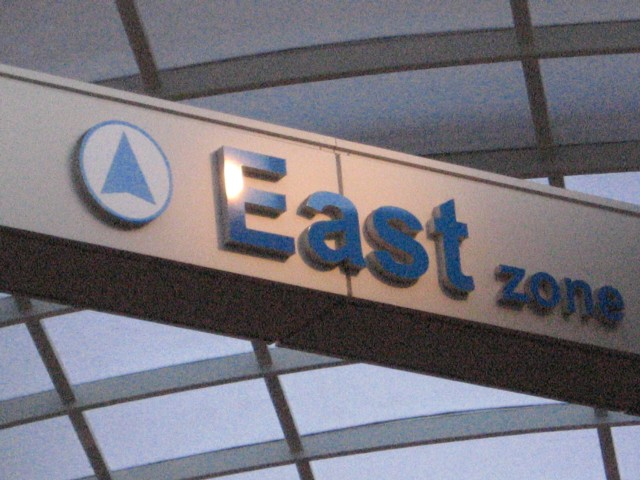
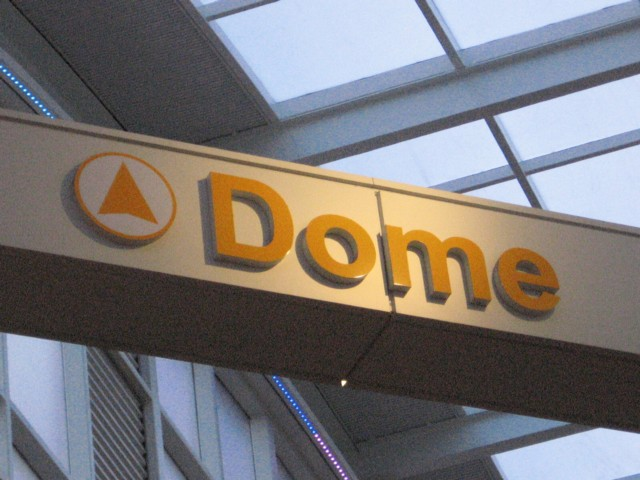
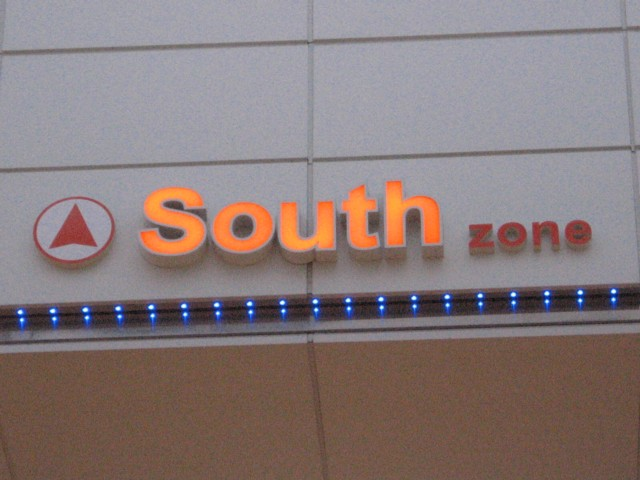
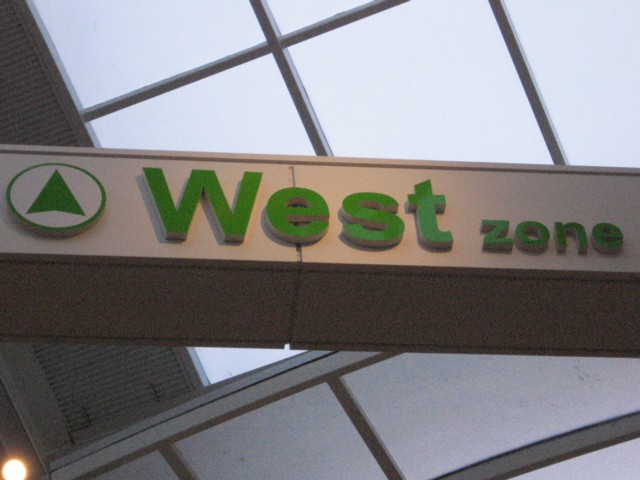

| 完成           | 2009年3月                         |
| 全長           | 254.20m                           |
| 敷地面積       | 1,332.91m2                        |
| 延べ面積       | 1,332.91m2                        |
| カラー舗装面積 | 1,332.91m2                        |
| 道路幅員       | 東西道路：5.4m 南北道路：4〜4.87m |
| 横天井高       | 7.00m                             |
| 柱本数         | 44本                              |
| 高さ           | 13.54m（最高）                    |
| ゲート高       | 12.00m                            |
| アーケード高   | 10.00m                            |
| LEDパネル      | 154枚                             |
| 施工           | 株式会社日米アートム              |
| 設計           | 株式会社アール・ピー・アイ        |
| 道路舗装       | 大林道路株式会社                  |

## 主要施設・店舗

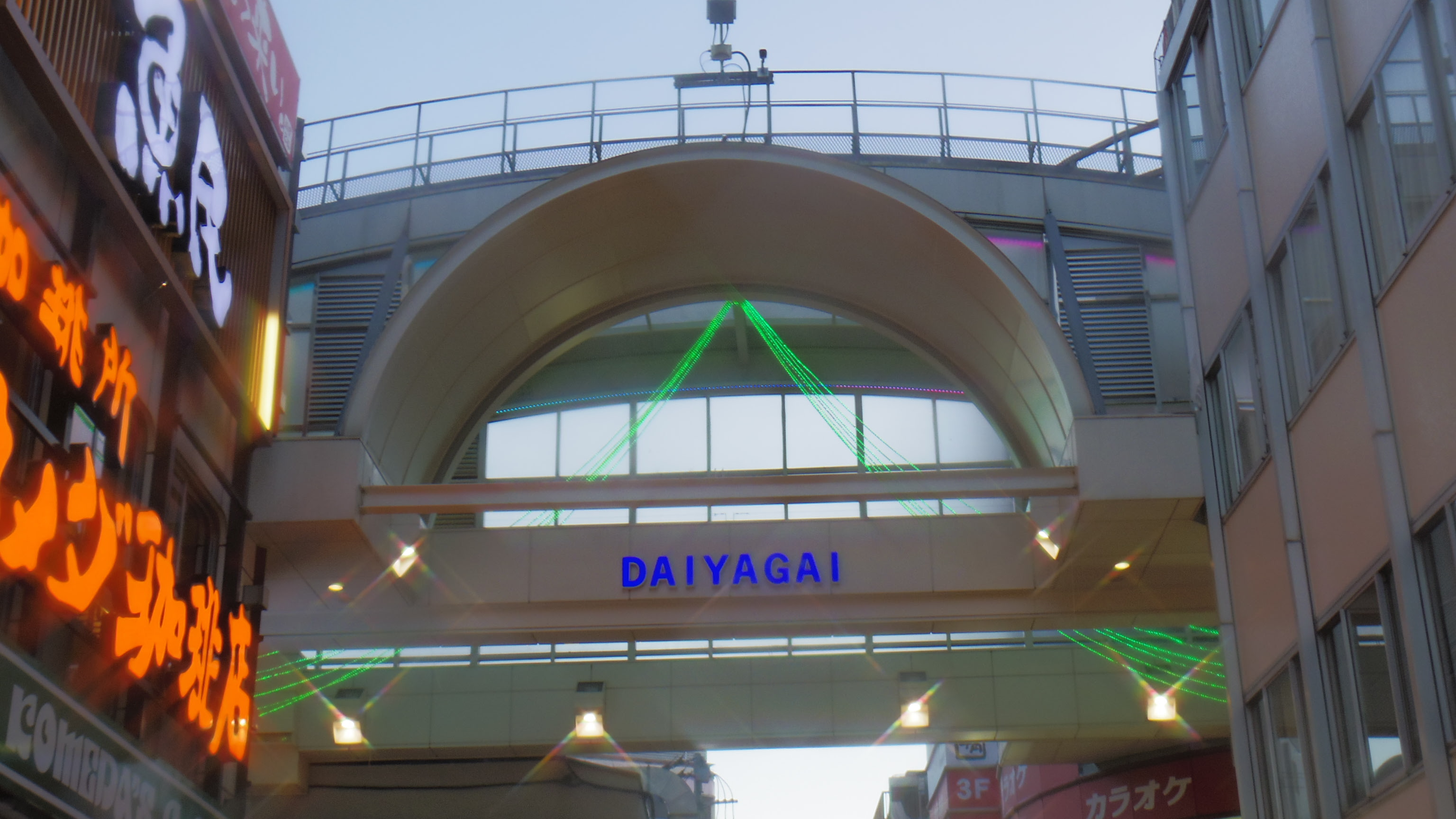
Dome（2016年11月）

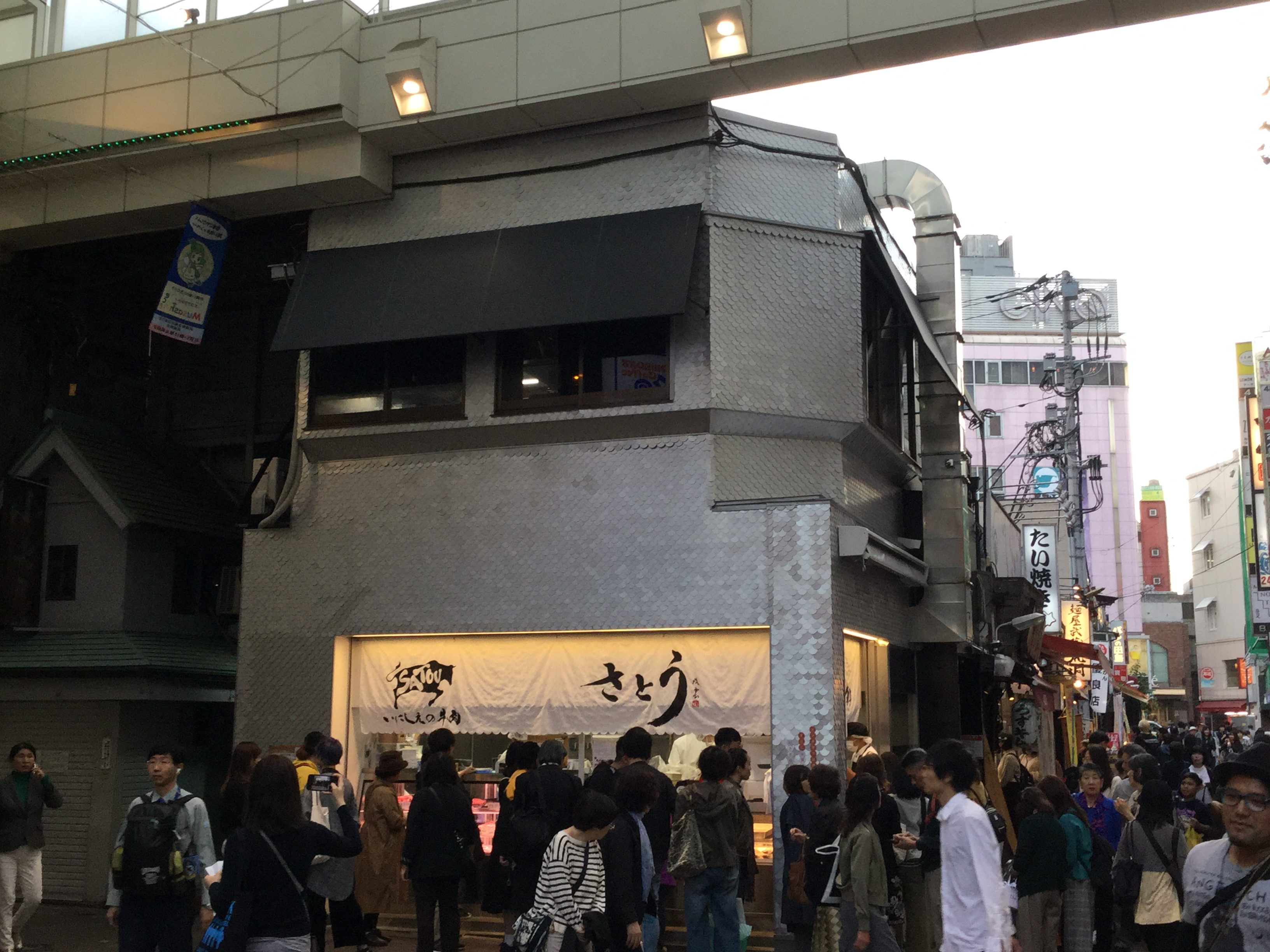
吉祥寺さとう（2018年10月）

### East zone
吉祥寺駅前広場側にゲートがあり、サンロードに隣接する。前身は1974年に完成した東急チェリーナード。シンボルカラーはブルー。
↑吉祥寺駅北口・アトレ吉祥寺
←↓サンロード
- サンドラッグサンロード店
- 小野山ビル
  - パーフェクト・スーツ・ファクトリー（スーツ・シャツ・小物）
- アップルハウス（婦人服）- 2階にレンタルスペース「ギャラリー吉祥寺」がある。
- 海鮮三崎港吉祥寺ダイヤ街店

→仲見世通り
- オチアイ（ジーンズ）
- ツーエイト8・8（レディスファッション）
- たんす屋吉祥寺店（リサイクル着物）
- JINS（メガネ）
- ミュンヘン（バイキング&ビアホール）
- 眼鏡市場
- ドラッグ・イン キムラヤ吉祥寺店
  - 松本平太郎美容室
- 紅屋（高級履物・洋傘）
- 塚田水産食品（魚肉練り製品）
- 小ざさ（和菓子） - 一日150本限定の羊羹で知られる。
- ボクゥーそうわ（タバコ）／コメダ珈琲店／居酒屋魚民

←ダイヤガイビル（6階にダイヤ街商店協同組合の事務所がある）
Dome→祥和会通り→武蔵通り
- 吉祥寺さとう（精肉・加工肉、ステーキ） - 下層階はメンチカツで有名な肉店。2階はステーキハウスとして営業している。

↓West zone

### West zone
公園通り側にゲートがあり、東急百貨店吉祥寺店が目前にそびえる。East zoneと同じく前身は東急チェリーナード。
シンボルカラーはグリーン。
↑East zone
←コピス吉祥寺・吉祥寺美術館
Dome→祥和会通り→武蔵通り
- 土屋商店（乾物）
- イー・ブーム吉祥寺店（モバイル・CD・DVD）
- 吉祥寺虎屋（和菓子）
- 三松（着物）
- DAIKOKUYAダイヤ街店（化粧品）
- 吉祥寺コスモ（ショッピングセンター）
- ドトールコーヒー
- レンガ館モール（ショッピングセンター）
- 山利屋（茶・海苔）

→South zone
- 吉祥寺菊屋本店（陶器・雑貨）
- セント・ラヴィ（エステティックサロン）
- 三代目茂蔵（豆腐・揚物）
- ラケットショップフジ吉祥寺店（テニス・バドミントン用品）／COCOS（ファミリーレストラン）
  - リンキィディンクスタジオ（貸音楽スタジオ）
- ほぐしの達人（マッサージ）
- HVC（セレクトショップ）
- ボンジュール・ボン（パン）
- サンドラッグダイヤ街店
- マツモトキヨシダイヤ街店
- SMBC日興証券吉祥寺支店
- 三井住友銀行吉祥寺支店

←吉祥寺通り・吉祥寺第一ホテル
↓昭和通り・東急百貨店吉祥寺店・みずほ銀行吉祥寺支店

### South zone
吉祥寺駅前にゲートがあり、パルコに隣接している。前身のローズナードは1953年完成のダイヤ街の最古のアーケードであり、改築されるまで55年の歴史を刻んだ。
シンボルカラーはオレンジ。
↑West zone
- MARVEL CROSS by FUKUYA（メンズカジュアル）
- HIKOSEN CARA（オリジナル猫グッズ）
- マリオネット（インテリア）
- Cou Cou（300円雑貨）
- おかしのまちおか吉祥寺店（菓子）
- almer feel（婦人雑貨・小物）
- Del Dahlia（婦人服）
- SOCO（輸入雑貨）
- オッズ オネスト（婦人服）
- COPO（靴下）
- 三菱UFJ銀行ATMコーナー
- TOP to TOP（靴）
- 銀のあんカフェ - クロワッサンたい焼きで有名。[2]

→レンガ通り・みかげ小路
- ビルケンシュトック吉祥寺店（靴・サンダル）
- J-TECH オチアイ（ジーンズ）
- ビューフォート吉祥寺店（婦人服）
- ブルーブルーエ（ファッション雑貨）
- ザ・ボディ&バスショップ UCHINO（タオル）
- えびすだこ（たこ焼き）
- ロヂャース吉祥寺店
- 吉祥寺パルコ
- L-Breath（アウトドア用品）
- ゴディバ（チョコレート）

↓→平和通り
↓吉祥寺駅北口・アトレ吉祥寺

### Dome
East zoneとWest zoneの接続部分であり、中心点的な役割を果たしている。アーケード改築前には分断されていた部分であり、中心的部分の両ゲートには周辺の地図を表す看板が設置されていた。改築に伴い新たに屋根が設置された。肉店「サトウ」のある位置が該当する。ドームのシンボルカラーはイエロー。

## マスコット
マスコットキャラクターは犬の「ダイ吉くんとキララちゃん」一家。ダイヤ街のガイドマップ「吉祥寺ダイヤ街ぐるりmap」および公式サイト内で、アーケード内を案内する役割を務めている。現在のイラストタッチになったのは2011年度からである。ガイドマップ以外にもホームページや、ダイヤ街でのイベントで先着でもらえる景品などにも登場する。
ダイ吉くんが登場したのは2009年のダイヤ街リニューアルオープン時で、それを記念してキャラクターの名前を公募したところ、2800通の応募から審査の結果選ばれた。キララちゃんは2010年頃よりダイ吉くんのガールフレンド犬として登場。ダイ吉くんとキララちゃんは2011年の「ぐるりmap」秋号にて婚約を発表、2012年に結婚。2013年には子供が誕生し、男の子には「しょう（祥）くん」、女の子には「ひかりちゃん」とそれぞれ命名された。
このほかにもダイ吉くんたちの仲間として、クマ、トラ、ライオン、パンダ、ネコ、ウサギなどの動物のキャラクターもいる。

## いい店大賞
2009年より、店の評価を生かしてダイヤ街を素敵な商店街にしようとの一環から「いい店大賞」を開催し、毎年、多くの利用客からの投票により優秀な店舗が選定されてきた。2011年を最後に終了したが、2014年に現アーケードの誕生から5周年を記念して復活、3年ぶりに行われた。
歴代のグランプリ受賞店舗は以下の通り。
| 回    | 年     | 店名                     | ジャンル       | エリア |
| ----- | ------ | ------------------------ | -------------- | ------ |
| 第1回 | 2009年 | 小ざさ                   | 和菓子         | West   |
| 第2回 | 2010年 | ロヂャース               | ディスカウント | West   |
| 第3回 | 2011年 | おかしのまちおか吉祥寺店 | 菓子           | South  |
| 第4回 | 2014年 | 東急百貨店吉祥寺店       | 百貨店         | West   |

## 主なイベント
スマイル選手権
2011年10月にダイヤ街にて、参加店各店の店員が参加して笑顔を競うコンテストとして「スマイル選手権」なるイベントが行われた。このイベントでは笑顔度判定ソフト「スマイルスキャン」を使用して笑顔を競い合い、平均笑顔度100%を達成した店員が優勝し「スマイルチャンピオン」の称号が与えられる。また99%まで達成できれば「スマイルマスター」の称号が与えられる。なお第1回目となった2011年には2名が「スマイルチャンピオン」に輝いた。
また、このイベントがきっかけとなり、2012年より「いい店大賞」に代わり、毎年3月に「スマイルフェア」が開催されている。
大吉祥抽選会
毎年4月下旬〜5月上旬のゴールデンウィークに開催される、吉祥寺駅周辺の各店舗（ヨドバシ吉祥寺、LABI吉祥寺パソコン館などを除く）で買い物すると抽選に参加できるイベント。抽選会では景品としてお買い物券などが用意される。吉祥寺音楽祭と同時開催。
サマーフェア
毎年6月上旬〜7月中旬に開催される。
吉祥寺秋まつりへの参加
- 毎年9月に開催される吉祥寺秋まつりに、ダイヤ街商店協同組合も1987年（昭和62年）から神輿を出している。神輿は三社型で、製作にあたり、浅草・宮本卯之助商店の宮本重義（みやもと・しげよし）氏が特別に仕上げを行っている[3]。またその際、神輿担ぎ全員が着用する半纏の背中には四角い枠の中に縦書きの寄席文字で「だいや街」の印が入っている。

## 備考
- 吉祥寺を舞台とするアニメ作品にもダイヤ街が登場する。『メガゾーン23』には旧チェリーナードをバイクで突き抜け疾走するシーンがある。また『CODE-E』などにもダイヤ街が登場する。
- 2012年8月30日から10月2日までにわたり、レンガ館モール1階にて、関西テレビ・フジテレビ系ドラマ『GTO』の巨大ボード「GTO仲間（ダチ）になろうぜ!ウィ〜ッスボード」が設置された。
- 2007年7月25日、ダイヤ街に入居しているサトウの社長（当時）が入管難民法違反（不法就労）容疑で逮捕される事件があった。当時この社長は不法滞在の中国人4人を不法就労させていた疑いがあり、社長は逮捕前にTBSのニュースのインタビュー取材に対して「日本人の子は大変な仕事はしない。募集して来るのは中国人だけ」などと話していた[4][5]。